# Дюркова
Дюркова (словац. Ďurková) — село в Словаччині, Старолюбовняському окрузі Пряшівського краю.
Вперше згадується у 1427 році.
В селі є греко-католицька церква св. Валентина з 2 половини 16 ст. в стилі ренесансу.

## Географія
Розташоване в північно-східній частині Словаччини на північно-східних схилах Левоцьких гір в долині річки Люботинка.

## Населення
| Рік:            | 1993 | 2003    | 2013    | 2023    |
| --------------- | ---- | ------- | ------- | ------- |
| Кількість осіб: | 266  | 265     | 241     | 222     |
| Різниця:        |      | -0,37 % | -9,05 % | -7,88 % |

| Рік:            | 2022 | 2023    |
| --------------- | ---- | ------- |
| Кількість осіб: | 224  | 222     |
| Різниця:        |      | -0,89 % |

В селі проживає 260 осіб.
Національний склад населення (за даними останнього перепису населення — 2001 року):
- словаки — 96,06 %
- русини — 3,23 %
- чехи — 0,72 %

Склад населення за приналежністю до релігії станом на 2001 рік:
- греко-католики — 72,76 %,
- римо-католики — 24,01 %,
- православні — 0,36 %,
- не вважають себе віруючими або не належать до жодної вищезгаданої церкви- 2,87 %